# Spam de email

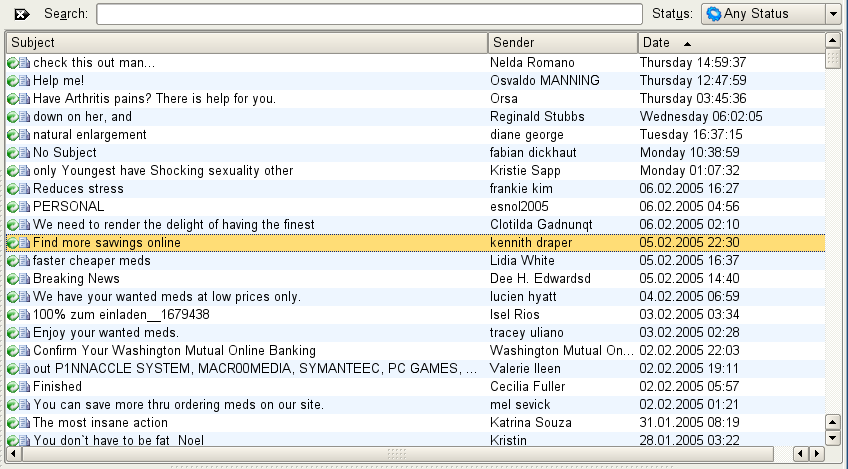
Uma pasta da caixa de entrada cheia de mensagens de spam.

Spam [de email] ou lixo eletrônico é um tipo de spam que se utiliza o email para o envio de mensagens indesejadas, ou seja, que não foram solicitadas pelo destinatário. Vários spans de email são de caráter comercial, mas que também podem conter links disfarçados que parecem ser de sites familiares, mas, na verdade, conduzem a sites de phishing ou a sites que hospedam malwares. Email de spam também pode estar infectado com malware como scripts ou outros anexos de arquivo executável.
O termo spam originou-se da marca Spam, um tipo de carne suína enlatada da Hormel Foods Corporation, e foi associado ao envio de mensagens não solicitadas devido a um quadro do grupo de humoristas ingleses Monty Python.
Spam de email tem crescido constantemente desde o início da década de 1990. Botnets, redes de computadores infectados por vírus, são utilizados para enviar aproximadamente oitenta por cento do spam.[carece de fontes?]
O estatuto jurídico do spam varia de uma jurisdição a outra. Nos Estados Unidos, por exemplo, o spam foi declarado legal pela Lei CAN-SPAM de 2003 [en], desde que a mensagem respeite às regras estabelecidas pela Lei e pela Comissão Federal de Comércio (CFC).

## Panorama geral
Nos primórdios da Internet (na ARPANET), o envio de correio eletrónico comercial era proibido. Gary Turek enviou o primeiro correio eletrónico de spam em 1978 para 600 pessoas. Atualmente, a proibição do envio de spam é imposta pelos Termos de Serviço/Política de Utilização Aprovada (ToS/AUP) dos fornecedores de serviços Internet (ISP) e pela pressão dos utilizadores.
O spam é enviado tanto por organizações respeitáveis como por pequenas empresas. Quando o spam é enviado por empresas idóneas, é por vezes designado por mainslice, que representa cerca de 3% de todo o spam enviado através da Internet. O spam é também utilizado por burlões para enganar os utilizadores.
O spam também é utilizado pelos burlões para induzir os utilizadores a introduzir informações pessoais em sítios Web falsos, utilizando mensagens de correio eletrónico que parecem ser enviadas por bancos ou outras organizações, como o PayPal. A isto chama-se phishing. O phishing direcionado, em que são utilizadas informações conhecidas sobre o destinatário para criar mensagens de correio eletrónico falsas, é designado por spear phishing.

## Técnicas anti-spam
Alguns métodos populares de filtragem e bloqueio do spam incluem a filtragem de correio eletrónico com base no conteúdo, as listas de “buracos negros” baseadas no DNS (DNSBL), as listas cinzentas, as armadilhas de spam, a conformidade técnica do correio eletrónico (SMTP), os sistemas de soma de verificação para detetar correio em massa e a imposição de uma determinada penalização ao remetente utilizando sistemas de prova de trabalho ou de micropagamento. Cada método tem os seus pontos fortes e fracos, e cada um deles é controverso devido às suas deficiências. 
A defesa contra o spam de saída combina muitos métodos de análise das mensagens que saem da rede de um fornecedor de serviços para detetar spam e tomar medidas, como bloquear a mensagem ou desativar a fonte da mensagem.